# Cambridge Scholars Publishing
Cambridge Scholars Publishing (CSP) — це видавець академічної літератури, заснований у Ньюкасл-апон-Тайн, Англія.
Він не пов'язаний з Кембриджським університетом та пресовою фундацією Кембриджського університету (Cambridge University Press).

## Книжкова публікація
Компанія стверджує, що вона прагне забезпечити видання книг авторів, що репрезентують передову наукову думку.
Компанія стверджує, що вона публікує праці на основі академічних заслуг досліджень, і не вимагає будь-якої плати за публікацію або інші цілі. Компанія пропонує безкоштовні копії, значну автору знижку та щедру схему роялті.
Компанія публікує праці в галузі охорони здоров'я, фізичних та соціальних наук. У 2018 році було опубліковано 729 книг.
Компанія критикується. З одного боку, критика стосується «надмірного покладання на авторів ….навіть основного редагування текстів», а рецензенти зауважують, що книгам цього видавництва «просто не повинно було дозволено виникнути, якщо б здійснювався правильний контроль якості характерний для наукових публікацій кембриджського вченого».
З іншого боку, треба сказати, що «вони постійно публікують вашу книгу, не платять вам, і не пропонують роялті з копіювання».
Компанія опублікувала роботи вчених з університетів, включаючи Університет Мічигану, Університет Південної Флориди, Університет Пенсільванії, Університет Центрального Ланкаширу, Університет Афін, Американський коледж Греції, Університет Кіпру.
Видавництво Cambridge Scholars Publishing надсилає небажані електронні листи потенційним авторам: «Багато науковців, мабуть, принаймні отримували електронного листа з проханням опублікувати їхні бакалаврські, магістерські чи докторські дисертації, якщо вони є частиною якогось онлайн-репозитарію, до якого ці особи мають легкий доступ». У лютому 2018 року його було додано як потенційно хижацького видавця журналів до оновленого списку потенційно хижацьких журналів і видавництв, який веде вже не Beall, а анонімний європейський постдокторський дослідник.
Станом на вересень 2023 року останні зміни в списку були внесені в грудні 2021 року. Станом на листопад 2023 року список, опублікований Predatory Reports, «організацією, що складається з дослідників-волонтерів, які постраждали від хижих видавництв і хочуть допомогти дослідникам визначити надійні журнали і видавництва для своїх досліджень», включає Cambridge Scholars у свій список хижих видавництв і детально обговорює його в новині від липня 2023 року, в якій робиться висновок, що «деякі дослідження називають CSP потенційно хижими».

## Публікація журналів
Компанія раніше публікована академічні журнали Однак, 2020 р. видавець Cambridge Scholars Publishing не публікував жодних журналів / періодичних видань.

## Ставлення до компанії
Компанія отримала змішане ставлення. Хоча вона не була включено до оригіналу переліку (Beall's List) хижих видавців, але включена до оновленого списку на beallslist.net.
Cambridge Scholars зробила офіційну заяву на сайті в грудні 2018 року під назвою «На захист».

## Історія
Компанія була заснована в 2001 році академіками «Кембриджського університету» і згодом була продана групі бізнес-людей Ньюкасла, коли оригінальний власник залишив Велику Британію в 2010 році.
Фірма базується в бібліотеці Леді Стефенсон, у будівлі, яка була введена в експлуатацію в 1908 році в будинку однієї з ранніх публічних бібліотек Ньюкасла.

## Інтернет-ресурси
- Офіційний сайт